# Parfouru-sur-Odon
Parfouru-sur-Odon – miejscowość i gmina we Francji, w regionie Normandia, w departamencie Calvados.
Według danych na rok 1990 gminę zamieszkiwało 147 osób, a gęstość zaludnienia wynosiła 40 osób/km² (wśród 1815 gmin Dolnej Normandii Parfouru-sur-Odon plasuje się na 739. miejscu pod względem liczby ludności, natomiast pod względem powierzchni na miejscu 994.).